# Полтавский полк
Полта́вский полк — территориальная военно-административная единица Его Королевской Милости Войска Запорожского и Его Царского Пресветлого Величества Войска Запорожского, со столицей в Полтаве.
Полк как территориальная военно-административная единица Запорожского войска был основан в 1648 году. Первое разделение на территориальные полки малороссийских казаков приписывается гетману Рожинскому, учредившему около 1516 года 20 полков по 2 000 казаков в каждом и назвавшему их именами городов; первый был киевский. Данные полки делились на сотни, также названные по городам и местечкам, а сотни делились на слободы и хутора. При образовании, в 1796 году, Малороссийской губернии к ней был присоединён и бывший Полтавский полк.

## История
Полк казаков как территориальная, военная и административная единица Его Королевской Милости Войска Запорожского был основан в 1648 году. Первое разделение на территориальные полки малороссийских казаков приписывается польскому гетману Рожинскому, учредившему около 1516 года 20 полков по 2 000 казаков в каждом и назвавшему их именами городов Польской Руси; первый был Киевский. Данные полки делились на сотни, также названные по городам и местечкам, а сотни делились на слободы и хутора. 
Польско-литовская республика перестала нуждаться в помощи реестровых казаков, и их притеснения вновь усилились, пока в 1648 году Днепровское казачество вновь не объединилось в лице Богдана (Зиновия) Хмельницкого и царь Алексей Михайлович не принял Малороссию «под свою высокую руку». Полтавский полк возник в ходе восстания Хмельницкого, как объединение казацко-крестьянских отрядов. Полк сформировался в конце лета — начале осени 1648 года в составе семи сотен: трех Полтавских, Багацкой, Балаклейской, Борковской и Кобеляцкой. Первым полковником стал Иван Искра. По реестру 1649 года в полку было 19 сотен и 2 970 казаков.
27 марта 1654 года в российское подданство были приняты полки левой стороны Днепра, в том числе и Полтавский. В реестре и присяжных списках 1654 года, составленных после Переяславской рады, числится 6 497 казаков. В ходе восстания Пушкаря и Барабаша Полтава подверглась большим разрушениям, а число Полтавских сотен сократилось до одной. В 1672 году в полку было 17 сотен. По ревизии 1723 года полк в 17 сотнях располагал 4 381 конными и 753 пешими казаками.
По состоянию на 1764 год в составе полка находились сотни: Первая Полтавская, Вторая Полтавская, Третья Полтавская, Белицкая, Будищенская, Келебердянская, Китайгородская, Кишенская, Кобеляцкая, Маяцкая, Нефорощанская, Новосанжарская, Орлянская, Переволочанская, Решетиловская, Сокольская, Старосанжарская, Царичанская, Ковалевская. В том же году количество сотен было сокращено до пяти (Первая Полтавская, Вторая Полтавская, Третья Полтавская, Будищенская, Решетиловская).
20 октября 1775 года полк был упразднён, большинство личного состава было задействовано в сформировании Днепровского (южные сотни, с 1764 года) и Полтавского (1776 года) пикинёрных полков, а его территории были включены в состав Полтавского уезда Новороссийской губернии. При образовании, в 1796 году, Малороссийской губернии к ней был присоединён и бывший Полтавский полк.

## География

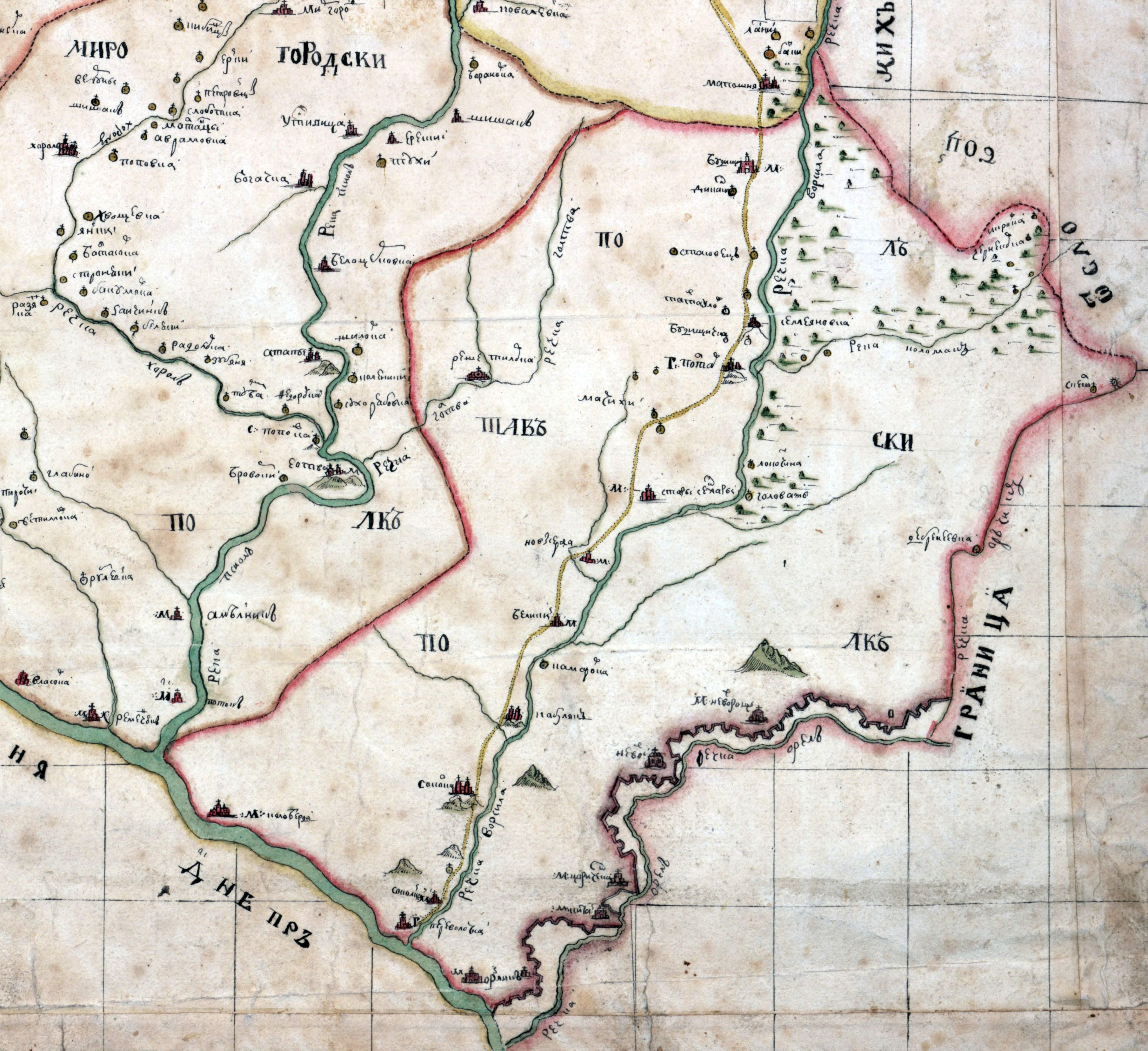
Полтавский полк до создания Новороссийской губернии (1764)
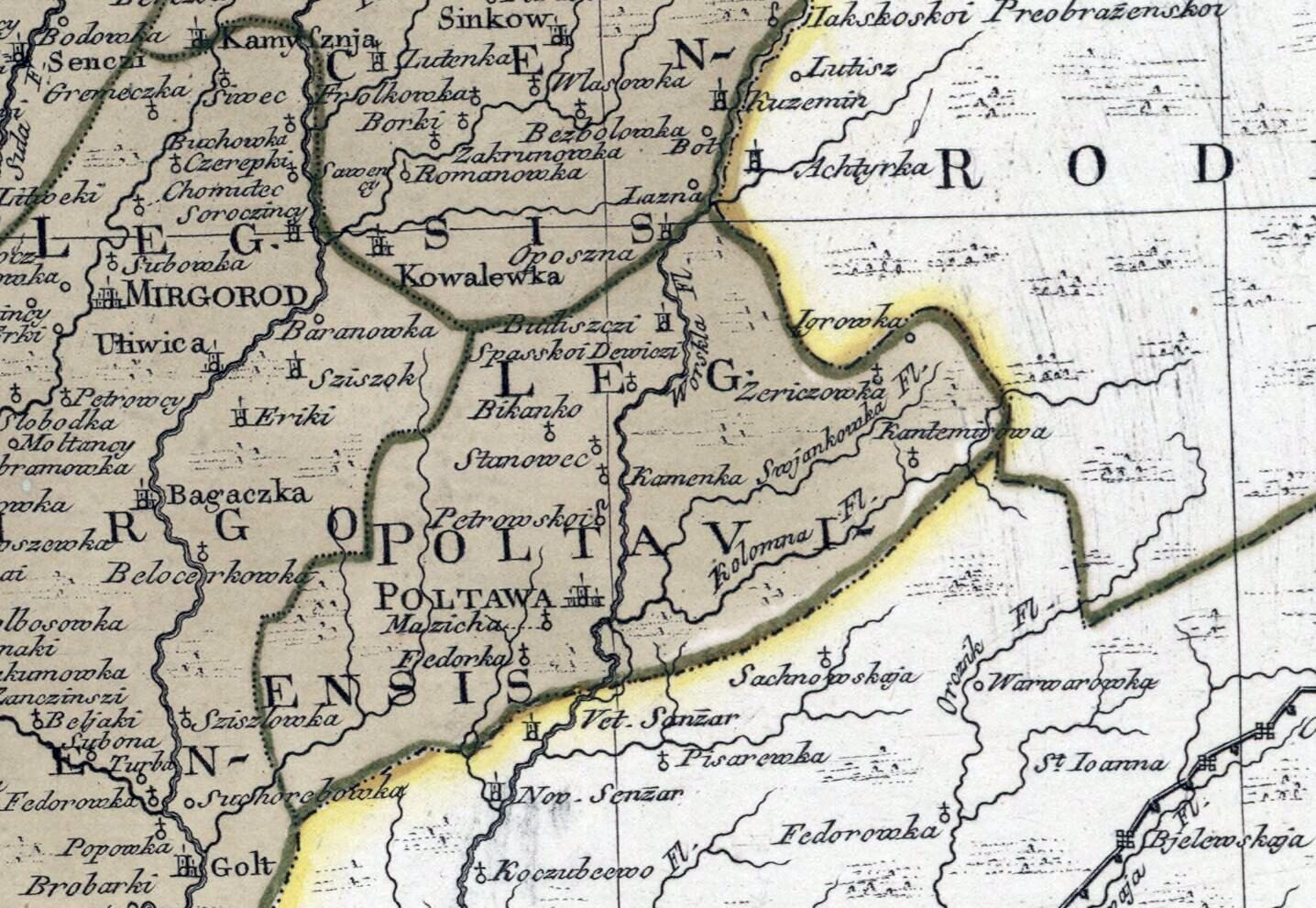
Полтавский полк после создания Новороссийской губернии (1764—1775)

## Полковники
Полковники Полтавского полка (Полтавские полковники):
1. Искра, Иван Яковлевич[7] — полковник (1648—1649), наказной полковник (1649—1652).
2. Пушкарь, Мартын Иванович (1649—1652; 1652—1658).
3. Яковенко, Пётр — наказной полковник (1651).
4. Искра, Иван Яковлевич[7] (1652).
5. Гаркуша, Филон — наказной полковник (1658).
6. Пушкаренко, Кирилл Мартынович (1658—1659).
7. Пушкаренко, Марк Мартынович (1659).
8. Жученко, Фёдор Иванович (1659—1661).
9. Гуджол, Демьян Иванович (1661—1665).
10. Кованько, Алексей — наказной полковник (1664).
11. Витязенко, Григорий (1665—1668).
12. Барабаш, Кондратий — наказной полковник (1666).
13. Омельченко, Савва Фёдорович — наказной полковник (1667).
14. Кульбицкий, Константин (1668—1669).
15. Чернишенко, Клим — наказной полковник (1668).
16. Манджос — наказной полковник (1668).
17. Разсоха, Иван — наказной полковник (1669).
18. Гаркуша, Филон (1669—1670).
19. Жученко, Фёдор Иванович[7] (1669—1672).
20. Домонтович, Фёдор — наказной полковник (1671—1672).
21. Гуджол, Демьян — наказной полковник (1678).
22. Левенец, Прокопий[8] (1674—1675).
23. Герцик, Павел Семёнович (1675—1677).
24. Жученко, Пётр Тихонович — наказной полковник (1676).
25. Левенец, Прокопий[8] (1677—1679).
26. Жученко, Фёдор Иванович (1679—1680).
27. Черняк, Леонтий (1680—1682).
28. Герцик, Павел Семёнович (1683—1686).
29. Жученко, Фёдор Иванович (1686—1687).
30. Герцик, Павел Семёнович (1687).
31. Жученко, Фёдор Иванович (1687—1689).
32. Черняк, Леонтий (1689).
33. Жученко, Фёдор Иванович[9] (1689—1691).

1. Герцик, Павел Семёнович (1691—1695)
2. Черняк, Леонтий — наказной полковник (1693).
3. Искра, Иван Иванович (1696—1700).
4. Несвят, Иван — наказной полковник (1699—1700).
5. Левенец, Иван Прокопьевич (1701—1702).
6. Гамалея, Михаил Андреевич — полковник (1702—1703), наказной полковник (1705).
7. Левенец, Иван Прокопьевич (1703—1709).
8. Герцик, Григорий Павлович — наказной полковник (1705).
9. Черняк, Иван Леонтьевич[9] (1709—1722).
10. Кованько, Пётр Алексеевич — наказной полковник (1711).
11. Лизогуб, Яков Ефимович — наказной полковник (1719—1721).
12. Жданович, Павел — наказной полковник (1721—1722).
13. Черняк, Яков Лаврентьевич — наказной полковник (1717, 1722).
14. Буцкий, Григорий — наказной полковник (1722, 1724).
15. Кирных, Иван — наказной полковник (1723).
16. Тарануха, Савва — наказной полковник (1724—1725).
17. Черняк, Григорий Иванович — наказной полковник (1725).
18. Левенец, Иван Прокопьевич[9] (1725—1729).
19. Кочубей, Василий Васильевич[9] (1729—1743).
20. Левенец, Иван Иванович — наказной полковник (1735—1736).
21. Мартос, Михаил Павлович — наказной полковник (1741).
22. Горленко, Андрей Андреевич (1743—1774).
23. Измайлов, Павел (1774—1775).